# DEUBAU-Preis
Der internationale DEUBAU-Preis war ein Architekturpreis, der seit 1964 alle zwei Jahre bis einschließlich 2016 anlässlich der DEUBAU Essen sowie für deren Nachfolger DEUBAUKOM Essen für hervorragende Leistungen auf dem Gebiet des Planens und Bauens von der MESSE ESSEN GmbH zusammen mit dem Bund Deutscher Architekten, Bund Deutscher Baumeister Architekten und Ingenieure, Deutsche Akademie für Städtebau und Landesplanung, Verband Deutscher Architekten- und Ingenieurvereine, Stadt Essen und dem Hochbauamt Essen vergeben wurde. Der Preis war mit 15.000 € dotiert. Die Auslobung und Vergabe des Preises wurde 2018 nicht mehr durchgeführt, da die DEUBAUKOM Essen nach der Messe 2016 eingestellt worden ist.

## Geschichte
Ausgezeichnet wurden Projekte und Bauten, die von Verantwortung gegenüber der Gesellschaft geprägt sind, einen praktischen oder theoretischen Beitrag zur Schaffung einer menschlichen Umwelt liefern und in der Bundesrepublik Deutschland realisiert worden sind oder werden. Einzelpersonen oder Gruppen, die ihren Sitz in der Bundesrepublik Deutschland oder der EU haben und als Urheber und in eigener Verantwortung einen praktischen Beitrag einreichen oder ein theoretisches Projekt präsentieren, können sich bewerben. Diese Bewerber durften zum Zeitpunkt der Bewerbung das 42. Lebensjahr nicht vollendet haben.

## Preisträger
- 1964: Eckhard Schulze-Fielitz
- 1966: Albert Speer junior
- 1969: Thomas Sieverts, Egbert Kossak, Herbert Zimmermann[2]
- 1971: Otto Steidle, Jochem Jourdan
- 1977: Walter von Lom
- 1979: (Sonderpreis: Helge Bofinger)
- 1981: Otto Steidle (Sonderpreis: Zwischenräume Architekten)[3]
- 1983: ?
- 1985: Christoph Schulten[4]
- 1987: ?
- 1989: Dörte Gatermann und Elmar Schossig
- 1991: Ralf Petersen
- 1994: Hansjörg Göritz
- 1996: Diego Rodriguez und Andreas Hanke
- 1998: Becker, Gewers, Kühn und Kühn[5] (Nominierung: Andreas Meck)[6]
- 2000: Christine Remensperger (Belobigungen: Niels-Christian Otzen und Dirk Heubel, Bernd Mey und Christian Pantzer)[7][8]
- 2002: Grüntuch Ernst Architekten[9] (2. Rang: Fischer Architekten)[10]
- 2004: Gernot Schulz[11]
- 2006: Jörg Ebers[12]
- 2008: Robertneun[13]
- 2010: Liza Heilmeyer und Stephan Birk (Sonderpreis: modulorbeat)[14]
- 2012: Johannes Kappler; Studioinges Architektur und Städtebau[15]
- 2014: Duplex Architekten (Anerkennungen: Franz Reschke, Dominikus Stark)
- 2016: Teleinternetcafe und Treibhaus (Anerkennungen: Löser Lott Architekten, Studio Anna Heringer)[16]